# Niedereimer
Niedereimer ist ein Stadtteil der Stadt Arnsberg und war bis zur kommunalen Neugliederung von 1975 eine eigenständige Gemeinde im Amt Hüsten. Ende 2021 hatte der Ort 1857 Einwohner.

## Lage

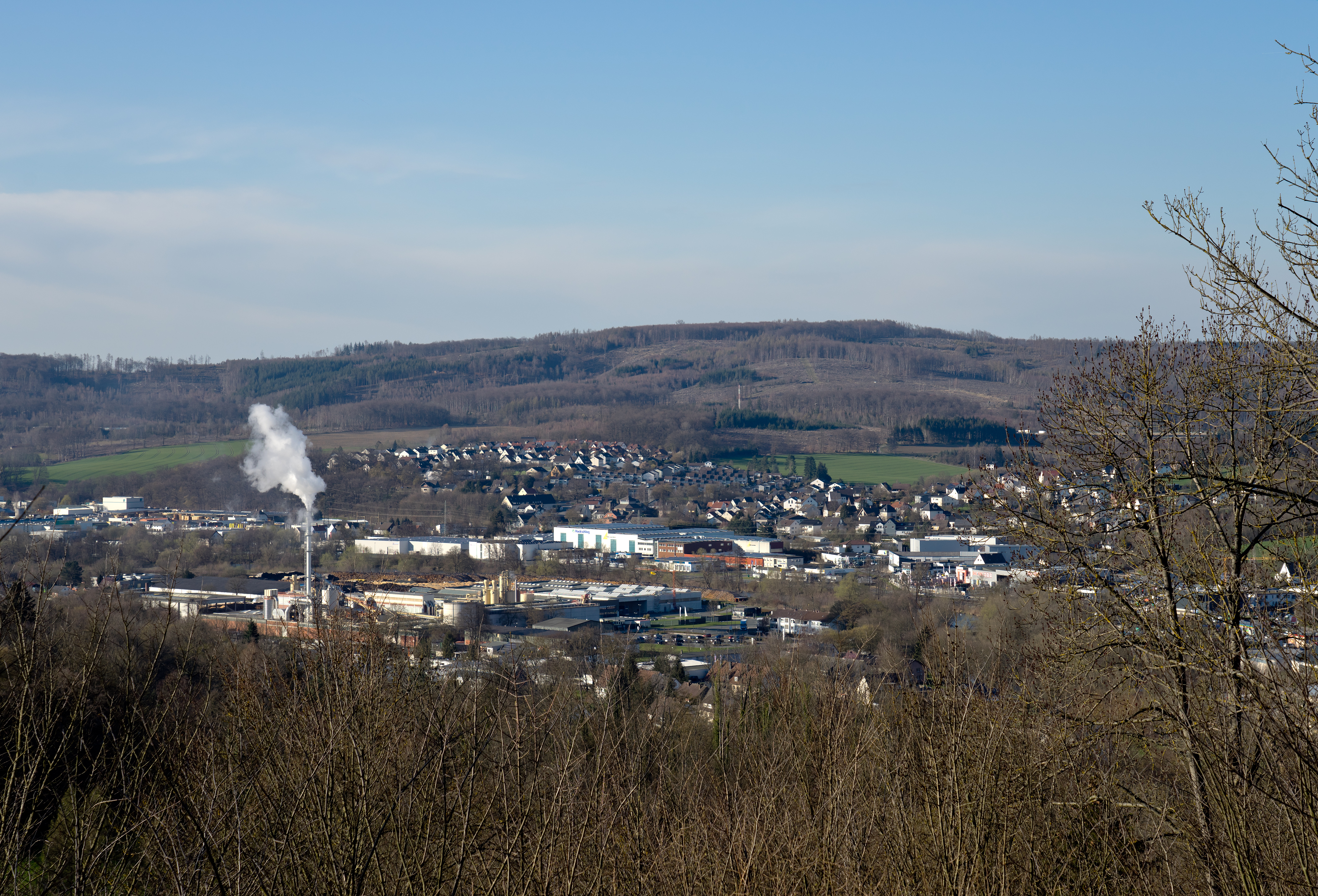
Blick von der Rüdenburg nach Norden auf Niedereimer und den Lemmberg.

Der Ort liegt im Bereich der mittleren Ruhr. Südlich am Dorf vorbei fließt der Fluss, nördlich von ihm liegt der Naturpark Arnsberger Wald mit dem Lemmberg. Östlich grenzt Niedereimer an den Ortsteil Arnsberg an, insbesondere an den Bereich Obereimer und Schreppenberg. Westlich liegt der Ortsteil Bruchhausen.

## Geschichte

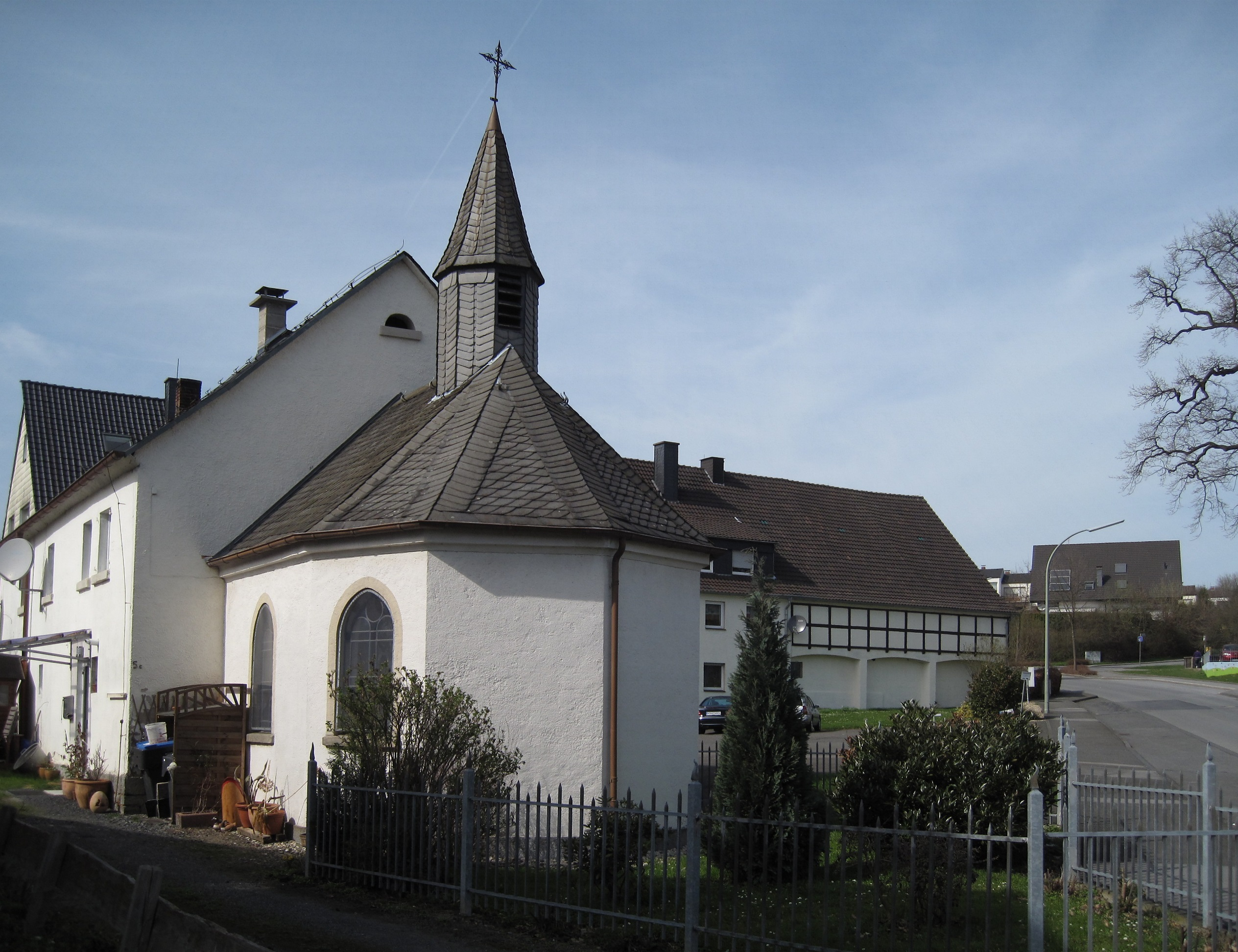
Hofkapelle Bienstein

Die Datierung der ersten urkundlichen Erwähnung ist unklar. Möglich sind 1193 oder 1207. Damals überließ die Äbtissin Jutta vom Damenstift in Meschede dem Stift Wedinghausen bei Arnsberg den Wetterhof. Zu diesem gehörten auch die beiden Höfe Obereimer und Niedereimer. Daneben existierten noch einige weitere Höfe. Der Hof Karthaus wurde erstmals 1191 erwähnt und gehörte zunächst zu Hüsten und wurde als Sitz der adeligen Familie von Carthaus später dem Kölner Erzbischof lehnspflichtig. Heute ist die Anlage eine Försterei der Freiherren von Fürstenberg. Ebenso alt war der Hüster Hof, der Wulfs-Hof, der Hof Klauke oder der Sinn’sche Hof. Mit diesem wurde Mitte des 13. Jahrhunderts vom Kölner Kurfürsten Dietrich von Ketteler (ein Vorfahr der kurländischen Herzöge) belehnt. Ein Hof Varenhagen war ebenso alt, ging aber im Verlauf der Soester Fehde zu Grunde.
1885 wurde die Hofkapelle Bienstein erbaut. Die Einweihung erfolgte 1886 durch Pastor Schmidt. 1920 wurde die Kapelle für sonntägliche Messfeiern, Taufen und Trauungen genutzt. Bevor 1986 eine Renovierung der unter Denkmalschutz stehenden Kapelle stattfand, diente sie als Pfarrbücherei, Jugendraum und Abstellraum für Kirchenmobiliar. Nach zweijähriger Renovierungszeit wurde die Kapelle 1988 mit einer feierlichen Maiandacht wiedereröffnet.
Am 9. März 1945 erfolgte ein Bomberangriff auf eine Ansammlung abgestellter deutscher Heereskraftfahrzeuge. Einige Bomben verfehlten das Ziel und schlugen in einem nahen Haus ein, in dem viele Menschen Zuflucht gesucht hatten. Dabei kamen 21 Personen ums Leben.
Am 1. Januar 1975 wurde Niedereimer durch das Sauerland/Paderborn-Gesetz in die Stadt Arnsberg eingemeindet.

## Wappen
| Wappen der ehemaligen Stadt Niedereimer | Blasonierung: In Blau eine silberne schwebende Eiche über einem silbernen Wellenbalken. Beschreibung: Die Farben Blau und Silber verweisen auf den früheren Landesherren, den Grafen von Arnsberg. Der Baum erinnert an ein Naturdenkmal, die im August 1923 abgebrannte Dicke Eiche von Niedereimer. Der Wellenbalken symbolisiert die Lage des Ortes zwischen den Flüssen und Bächen Ruhr, Wanne und Kettlerbach. Die amtliche Genehmigung erfolgte am 4. Dezember 1962. |

## Natur

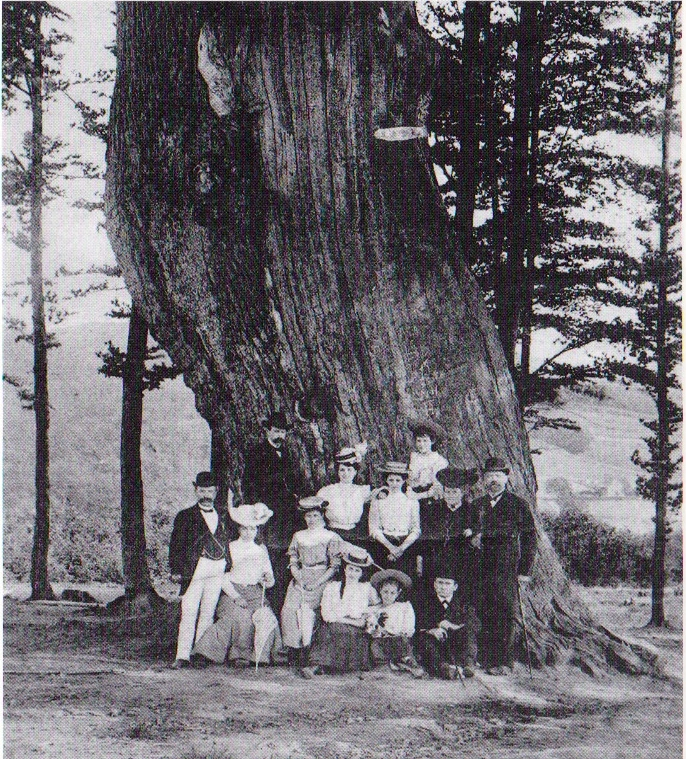
Die dicke Eiche

Der Ort wird stark von seiner Lage am Arnsberger Wald geprägt. Die Försterei Niedereimer ist für die 1100 ha des Arnsberger Waldes zuständig, der als Staatswald im Besitz des Landes Nordrhein-Westfalen ist.
Durch den Ort fließt die Wanne.
Ein Naturdenkmal, das auch Aufnahme in das Dorfwappen fand, war eine angeblich mehr als tausend Jahre alte dicke Eiche, die noch zu Beginn des 20. Jahrhunderts die drittgrößte Eiche im deutschen Kaiserreich war. In Manneshöhe hatte sie einen Umfang von neun Metern. Der Baum wurde 1853 von König Friedrich Wilhelm IV. in Begleitung des späteren Kaisers Wilhelm I. aufgesucht. Im Jahr 1923 fiel der Baum einem Brand zum Opfer.

## Verkehr
Das Ruhrtal im Bereich Niedereimer wird durch die ehemaligen  Bundesstraßen 7 / 229 erschlossen (deren Verlauf  über die A 46 umgelegt wurde). Außerdem führt durch das Tal der Wanne eine Straße in Richtung Breitenbruch im Arnsberger Wald zur B 229. Von dort aus ist der Möhnesee zu erreichen. Direkt an der Grenze zu Obereimer befindet sich eine Auffahrt zur A 46, über die auch die B 229 verläuft. Die Autobahn führt nördlich von Niedereimer am Ort vorbei und überspannt das Tal der Wanne durch eine Brücke. Die Bahnstrecke Neheim–Arnsberg Jägerbrücke wird ausschließlich im Güterverkehr befahren.

## Wirtschaft
Niedereimer war bis weit ins 19. Jahrhundert landwirtschaftlich geprägt. Auch nach dem Beginn der Industrialisierung in den Nachbargemeinden Bruchhausen und Hüsten blieben größere Firmengründungen aus. Viele der Einwohner lebten bis ins 20. Jahrhundert hinein als Pendelarbeiter. Im Wesentlichen erst nach dem Zweiten Weltkrieg wurden östlich und westlich des Ortsgebietes große Gewerbegebiete ausgewiesen. Dort konzentrieren sich heute zahlreiche größere Autohändler, Handelsbetriebe oder Speditionen. Hinzu kommen größere Firmen der gewerblichen Wirtschaft wie A+E Keller Umformtechnik oder Trio-Leuchten.

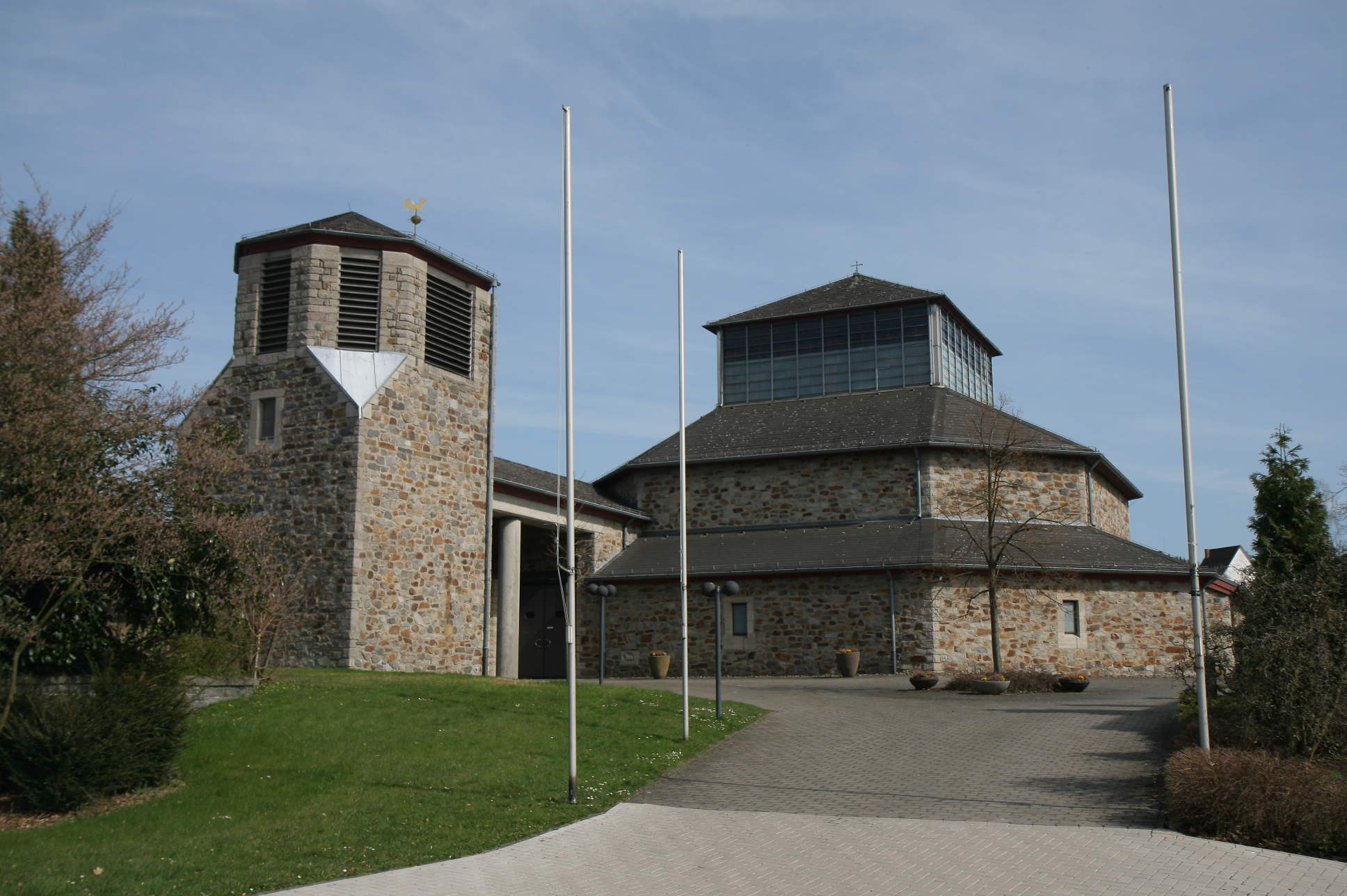
St. Stephanus

## Öffentliche Einrichtungen
Der Ort verfügt über eine Grundschule und einen Kindergarten. Außerdem ist in Niedereimer die katholische St. Stephanus-Gemeinde ansässig. Deren erste Kirche wurde 1922 erbaut.

## Persönlichkeiten
Friedrich Merz (* 1955), deutscher Politiker und 10. deutscher Bundeskanzler, und seine Ehefrau Charlotte Merz (* 1961), Direktorin des Amtsgerichts Arnsberg, sind in Niedereimer wohnhaft.